# Wanlop Saechio
Wanlop Sae-chew (tiếng Thái: : วัลลภ แซ่จิ๋ว, sinh ngày 20 tháng 10 năm 1986), còn được biết với tên đơn giản Rong (tiếng Thái: รอง) là một cầu thủ bóng đá người Thái Lan thi đấu ở vị trí thủ môn cho câu lạc bộ Giải bóng đá Ngoại hạng Thái Lan Chiangrai United.

## Danh hiệu

### Câu lạc bộ
Thai Port
- Cúp Hiệp hội Bóng đá Thái Lan (1): 2009
- Cúp Liên đoàn Bóng đá Thái Lan (1): 2010